# Правилата на Джорджия
„Правилата на Джорджия“ (на английски: Georgia Rule) е щатска трагикомедия от 2007 г. на режисьора Гари Маршъл, по сценарий на Марк Андрус и във филма участват Джейн Фонда, Линдзи Лоън, Фелисити Хъфман, Дърмът Мълроуни, Кари Елуис и Гарет Хедлънд. Музиката е композирана от Джон Дебни.
Филмът е театрално пуснат от Universal Pictures на 11 май 2007 г.